# Iza/Itza
Itza (spanisch Iza) ist ein Ort und eine Gemeinde (municipio) mit 1.380 Einwohnern (Stand: 2024) in der autonomen Gemeinschaft Navarra im Norden von Spanien. Die Gemeinde besteht aus zahlreichen Orten, namentlich: Aguinaga, Aldaba, Áriz, Atondo, Cía, Erice, Gulina, Iza, Larumbe, Lete, Ochovi, Sarasa und Sarasate sowie den Weilern Aldaz, Ordériz und Zuasti. Der Verwaltungssitz befindet sich in Erice.

## Lage und Klima
Iza/Itza liegt in ca. 490 m Höhe und ist ca. zwölf Kilometer (Fahrtstrecke) in nordwestlicher Richtung von der Regionalhauptstadt Pamplona entfernt. Durch die Gemeinde führt die Autopista AP-15. Das Klima ist gemäßigt bis warm.

## Bevölkerungsentwicklung
| Jahr      | 1970 | 1981 | 1991 | 2001 | 2011 | 2021 |
| Einwohner | 633  | 477  | 635  | 694  | 1093 | 1293 |

## Sehenswürdigkeiten
- Marienkloster in Lete
- Andreaskirche in Zuasti
- Vinzenzkirche in Larumbe
- Herrenhaus der Freiherren von Zuasti
- Rathaus

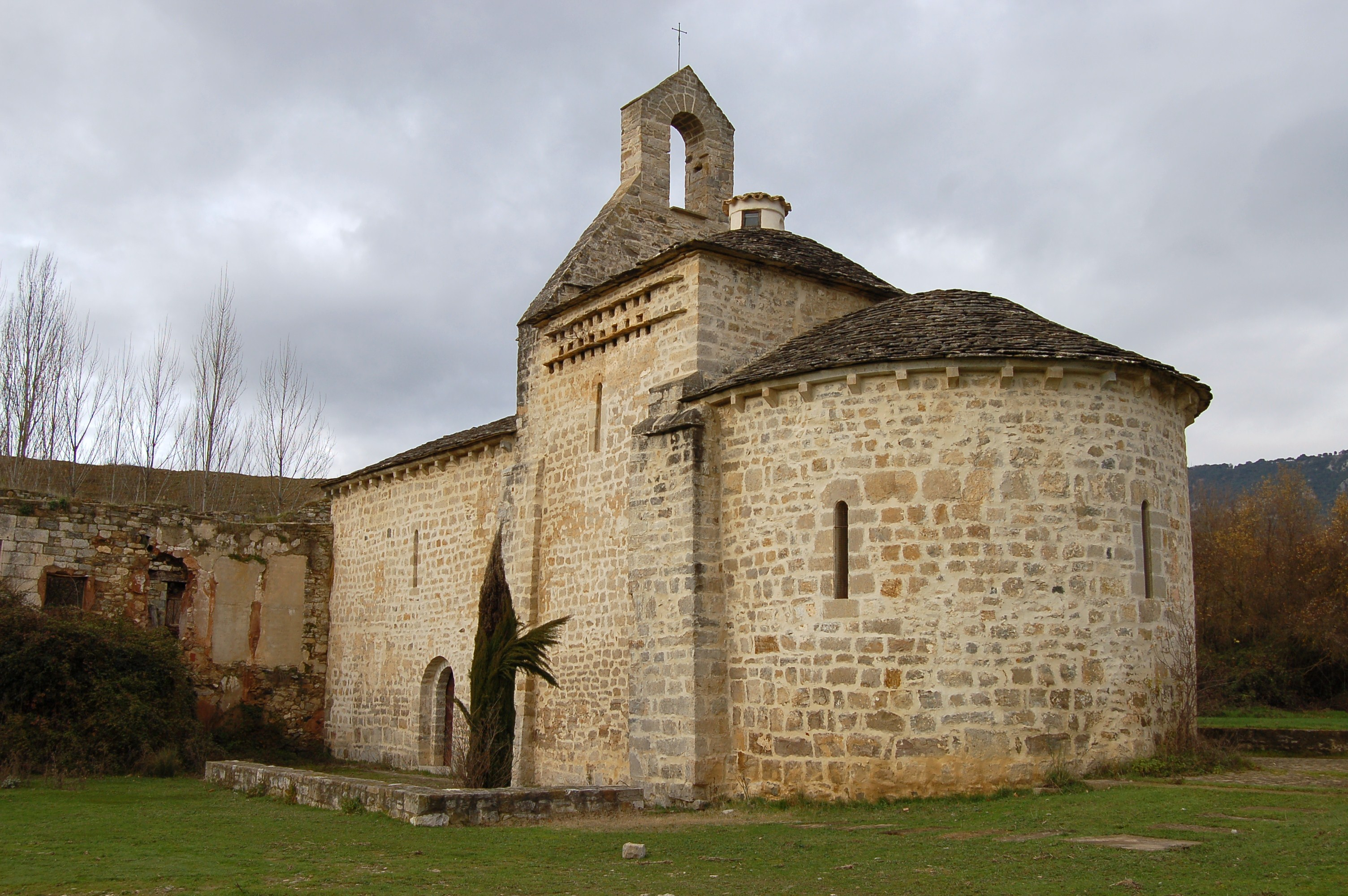
Marienkloster
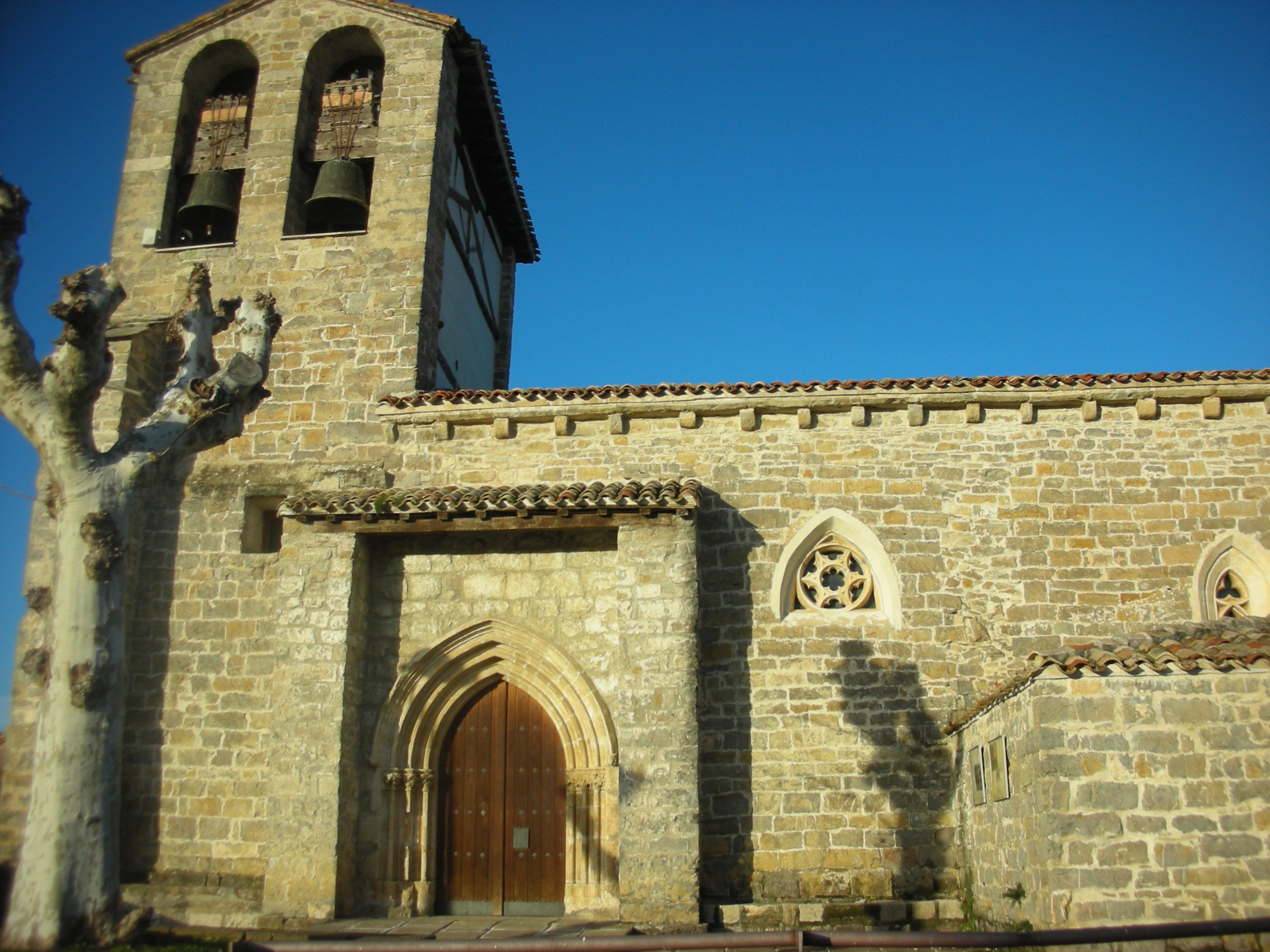
Andreaskirche
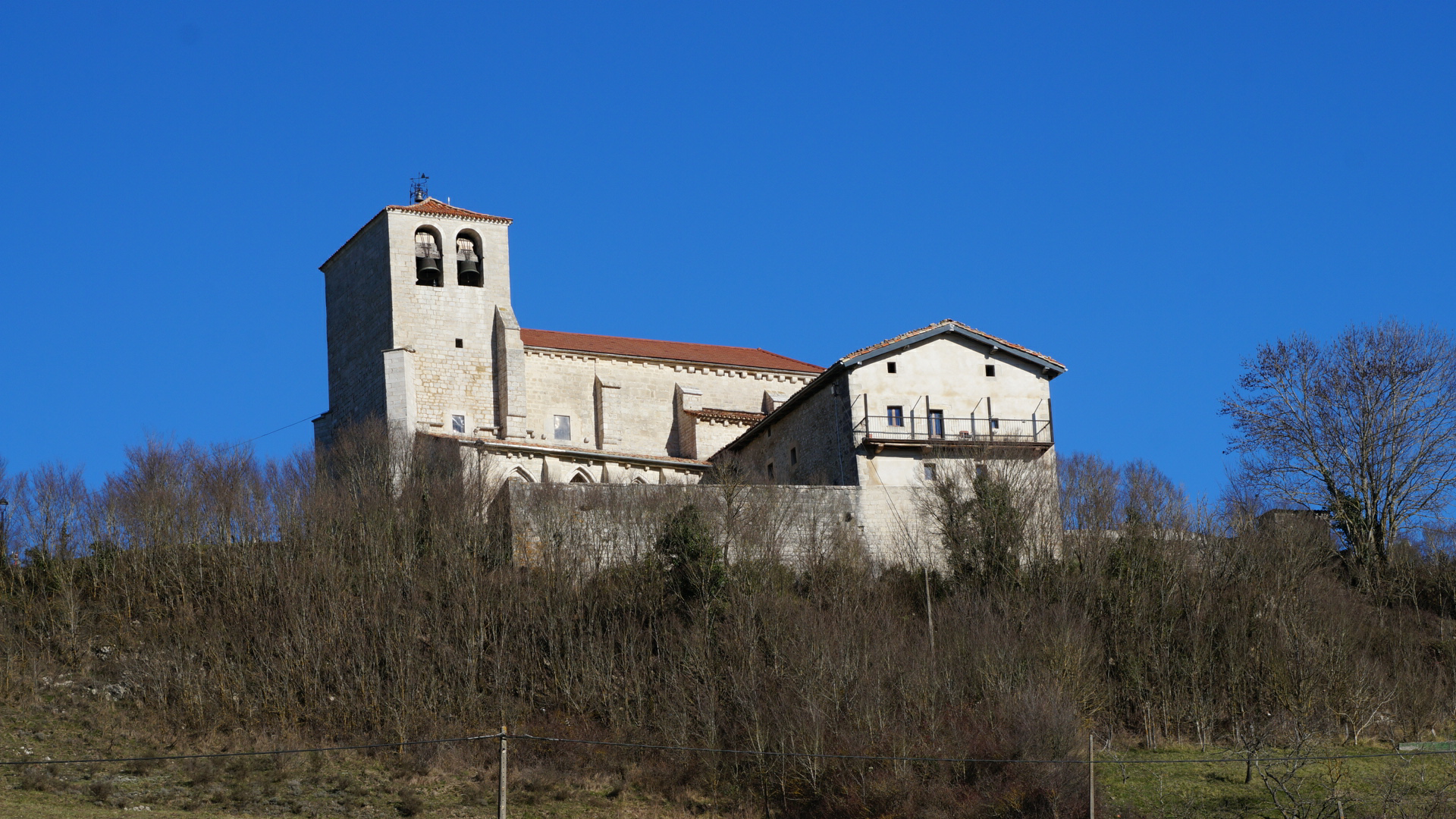
Vinzenzkirche
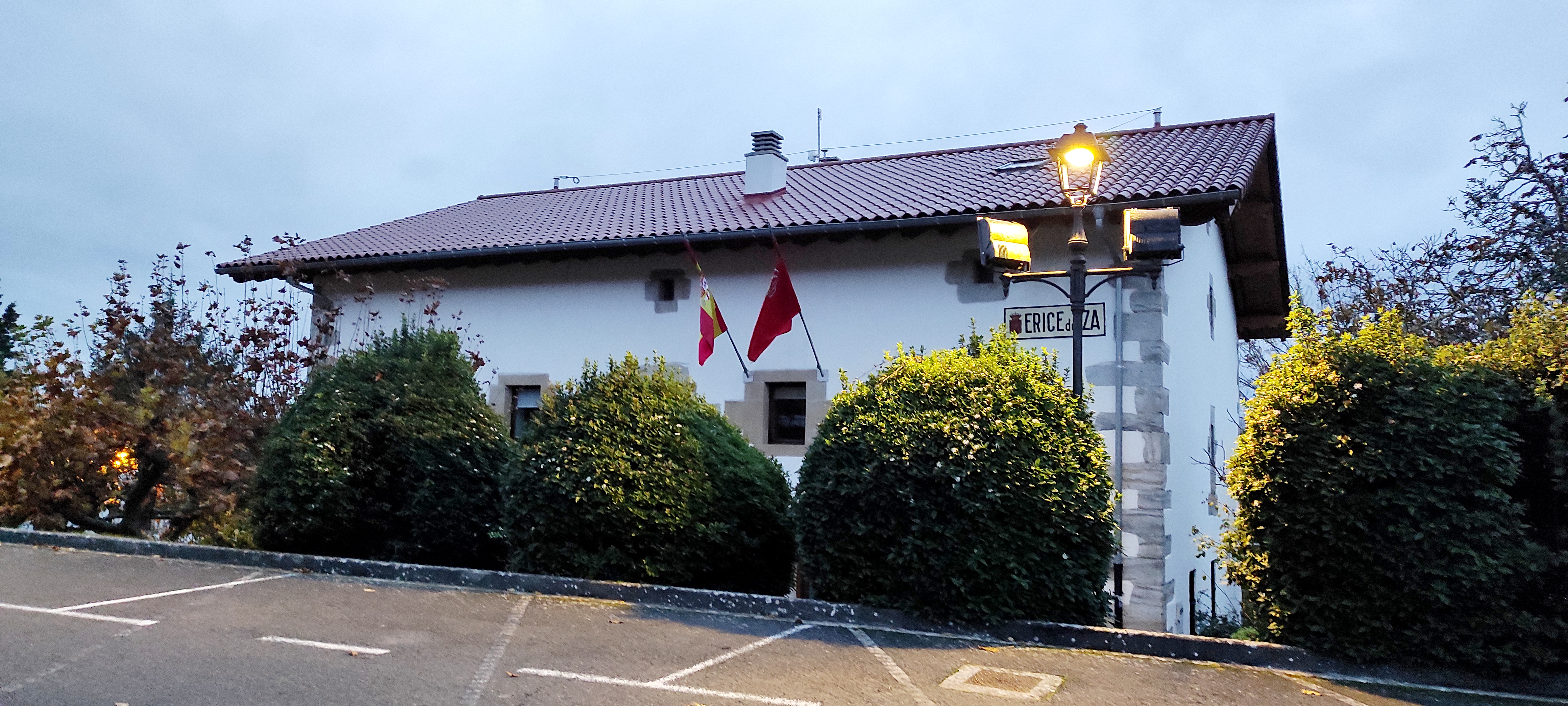
Rathaus

## Persönlichkeiten
- Alejandro San Martín y Satrústegui (1847–1908), Arzt und Politiker, Kultusminister (1906)
- Manuel Irurita (1876–1936), Bischof von Lleida (1926–1930) und von Barcelona (1930–1936)
- José Ángel Ziganda (* 1966), Fußballspieler und -trainer
- Carlota Ciganda (* 1990), Golfspielerin